# Vomorus spinifer
Vomorus spinifer är en mångfotingart som beskrevs av Hoffman 1990. Vomorus spinifer ingår i släktet Vomorus och familjen Oxydesmidae. Inga underarter finns listade i Catalogue of Life.